# We Butter The Bread With Butter
We Butter The Bread With Butter (abreviado comúnmente como WBTBWB) es una banda alemana proveniente de Berlín caracterizados por su uso de música electrónica. El grupo fue fundado en el año 2007 por Marcel Neumann, posteriormente la banda firma con Redfield Records. Hasta el momento han lanzado cuatro álbumes de larga duración y un EP.

## Historia

### Inicios yDas Monster aus dem Schrank(2007-2008)
We Butter The Bread With Butter fue fundado en 2007 por Marcel Neumann quién originalmente fue guitarrista de la banda de Martin Kesici, y Tobias Schultka. El nombre de la banda no tiene nada en particular (significa simplemente «Enmantequillamos el pan con mantequilla» en inglés), a pesar de que su origen fue sugerido de una situación en la que los dos miembros originales conducían un auto y casi ocurre un accidente, Neumann halló a Schultka "tan divertido que brevemente perdió el control del vehículo." Una banda-tributo llamada "I Can't Believe It's Not We Butter The Bread With Butter" (No puedo creer que no sea We Butter The Bread With Butter) fue fundada el 2007.
En el "Infiziert-Tour 2008" («Gira “Infectado” 2008») tocaron juntos con la banda alemana de metalcore Callejon y la banda de post-hardcore "The Parachutes" en algunas ciudades de Alemania como Berlín, Fráncfort del Meno, Hamburgo, Colonia y Stuttgart y además abrieron para A Day to Remember varias veces.
A finales de 2008 lanzan su álbum debut titulado Das Monster Aus Dem Schrank (El Monstruo del Armario).

### Der Tag an dem die Welt unterging(2009-2012)
A principios de 2009 la banda entre al estudio a grabar su segundo álbum Der Tag An Dem Die Welt Unterging, el que fue liberado el 14 de mayo de 2010 en Alemania, Estados Unidos y Japón. Durante la producción del álbum, tres nuevos integrantes se unen a la banda, con Kenneth Iain Duncan ahora como segundo guitarrista, Maximilian Pauly Saux como bajista y Can Özgünsür como baterista. 
Tobias Schultka, vocalista y miembro fundador abandona la banda en junio de 2010. La razón fue que el quería enfocarse en ser desarrollador de aplicaciones móviles para Apple Inc.[cita requerida] Schultka se puede encontrar en varios sitios web y es conocido por la producción de su juego para iPhone, Happy Chewing Gum. En ese momento es reemplazado por Paul Bartzsch.
El 28 de junio de 2012, Kenneth Duncan anuncia su salida de la banda a través de su perfil personal de Facebook, citando diferencias creativas y personales.

### Projekt Herz EPyGoldkinder(2013-2014)
El 28 de octubre de 2012, la banda lanza un vídeo en YouTube llamado We Butter The Bread With Butter - New EP and Album Trailer el vídeo anuncia la fecha de salida del EP; Al día siguiente la banda revela la portada del álbum Projekt Herz vía Facebook. En noviembre, la banda lanza el sencillo titulado USA, posteriormente en diciembre, lanzan su primer EP Projekt Herz (Proyecto Corazón), en este material muestran un sonido totalmente diferente y experimental debido al cambio de integrantes.
A principios de 2013, la banda lanza un vídeo promocional a través de YouTube anunciando la fecha de su tercer álbum de larga duración. El 21 de abril es revelada la portada y el nombre del tercer álbum titulado Goldkinder con fecha de lanzamiento el 9 de agosto de 2013.

### Wieder Geil (2015)
El 22 de mayo de 2015 sacan su cuarto álbum Wieder Geil en el cual muestran un sonido en conjunto más electrónico y con un sonido más claro.

### Klicks.Likes.Fame.Geil! (2017-presente)
El 20 de enero de 2017 la banda saca un sencillo llamado "Klicks.Likes.Fame.Geil!" Siempre sonando similar al estilo de "Wierder Geil" pero tomando inspiración de géneros como el rap y añadiendo aún más elementos de música electrónica. Después de este sencillo la banda ha permanecido en lo que llegaría a ser hasta ahora el silencio más grande que han tenido sin mencionar la versión que sacaron el 14 de noviembre de 2017 de la canción "MANS NOT HOT" de Big Shaq.
El 12 de abril de 2019 el cantante actual de WBTBWB, Paul Bartzsch, anuncia en su Instagram que dejará de formar parte de We Butter the Bread with Butter confirmando su ida de la banda. Posiblemente explicando porque la banda estuvo en silencio por tanto tiempo.
El 27 de octubre We Butter the Bread with Butter anuncia en sus redes sociales que su vocalista anterior Tobias Schultka, más conocido como "Tobi", vuelve a ser miembro de la banda y formarán parte de una nueva gira con Electric Callboy y The Disaster Area.

## Miembros

### Miembros actuales
- Marcel "Marci" Neumann – guitarra principal (2007–presente), guitarra rítmica (2007-2010), bajo (2007-2010)
- Axel Goldmann – bajo (2015–presente)
- Can Özgünsür – batería (2010–presente)
- Tobias "Tobi" Schultka – voz, percusión, programación (2007-2010)(2019-presente)

### Miembros anteriores
- Kenneth Iain Duncan – guitarra rítmica (2010–2012)
- Maximilian Pauly Saux – Bajo (2010-2015)
- Paul "Борщ" Bartzsch - voz (2011–2019)

## Discografía

### Álbumes de estudio
- Das Monster Aus Dem Schrank (2008, Redfield)
- Der Tag An Dem Die Welt Unterging (2010, Redfield)
- Goldkinder (2013, Independiente)
- Wieder Geil (2016, AFM Records)

### EP
- Projekt Herz (2012, Independiente)

## Videografía
| Título                    | Año  | Director                      | Del Álbum   |
| ------------------------- | ---- | ----------------------------- | ----------- |
| "Alles was ich will"      | 2013 | Soeren Schaller & Martin Grau | Goldkinder  |
| "Meine Brille"            | 2013 | Soeren Schaller & Martin Grau | Goldkinder  |
| "Ohne Herz"               | 2014 | -                             | Goldkinder  |
| "Weltmeister"             | 2014 | -                             | (Sencillo)  |
| "Berlin, Berlin!"         | 2015 |                               | Wieder Geil |
| "Exorzist"                | 2015 |                               | Wieder Geil |
| "Rockstar"                | 2016 |                               | Wieder Geil |
| "Klicks.Likes.Fame.Geil!" | 2017 | -                             | (Sencillo)  |